# Lokomotiv–Kuban
BC Lokomotiv–Kuban Krasnodar je ruski košarkaški klub iz grada Krasnodara. Klub je osnovan 1946. pod imenom Lokomotiv Mineralnye Vody u gradu Rostov na Donu. Od 2003. klub nastupao pod imenom Lokomotiv Rostov, da bi se zbog financijskih razloga na kraju sezone 2008/09, preselio u grad Krasnodar i dobio sadašnje ime. Klub trenutačno igra u Ruskoj Superligi i EuroChallengeu.

## Povijest
BK Lokomotiv Mineralnye Vody bio je finalist zadnjeg izdanja Kupa Radivoja Koraća, a u ruskom prvenstvu su bili trećeplasirani: 2001., 2002.

## Uspjesi
- Ruski kup
  - pobjednik: 2000., 2018.
  - finalist: 2014.
- EuroCup
  - pobjednik: 2012./13.
  - finalst: 2017./18.
- FIBA Eurokup Challenge:
  - Finalist: 2004./05.
- Kup Koraća 
  - finalist: 2001./02.
- VTB liga
  - doprvak: 2013.

## Poznati igrači
| - Nikita Morgunov - Aleksandar Ćapin - Szymon Szewczyk - Junior Harrington - Anthony Goldwire | - Fred House - Rawle Marshall - Maurice Bailey - Jaime Lloreda - Mark Dickel | - Jimmy Baron |

## Poznati treneri
- Danijel Jusup
- Božidar Maljković
- Evgeniy Pashutin

## Vanjske poveznice
- Službena stranica (rus.)
- Stranica kluba na Eurobasket.com